# Grote Prijs Stad Zottegem 1994
Il Grote Prijs Stad Zottegem 1994, cinquantanovesima edizione della corsa, si svolse il 23 agosto 1994 su un percorso di 167 km, con partenza e arrivo a Zottegem. Fu vinto dal belga Marc Wauters della Wordperfect davanti al suo connazionale Wim Omloop e all'olandese Danny Nelissen.

## Ordine d'arrivo (Top 10)
| Pos. | Corridore       | Squadra                      | Tempo    |
| ---- | --------------- | ---------------------------- | -------- |
| 1    | Marc Wauters    | Wordperfect                  | 4h07'26" |
| 2    | Wim Omloop      | Lotto                        |          |
| 3    | Danny Nelissen  | TVM-Bison Kit                |          |
| 4    | Jacques Jolidon | Saxon-Selle Italia           |          |
| 5    | Danny Daelman   | Wordperfect                  |          |
| 6    | Peter Naessens  | Palmans-Renault-Inco Coating |          |
| 7    | Sammie Moreels  | Wordperfect                  |          |
| 8    | Sven Teutenberg | Wordperfect                  |          |
| 9    | Herman Frison   | Lotto                        |          |
| 10   | Jocelyn Jolidon | Saxon-Selle Italia           |          |